# Battaglia della baia dell'imperatrice Augusta
La battaglia della baia dell'imperatrice Augusta, nota anche come battaglia della baia della gazzella e per i giapponesi battaglia navale della baia di Bougainville (ブーゲンビル島沖海戦?), fu una battaglia navale combattuta nelle acque della baia dell'imperatrice Augusta, situata sulla costa ovest di Bougainville tra il 1º e il 2 novembre 1943. La battaglia seguì agli sbarchi su Bongainville che segnarono l'inizio della campagna di Bougainville e che possono essere considerati parte anche della campagna delle isole Salomone e della campagna della Nuova Guinea. La battaglia fu una significativa parte della più vasta operazione Cartwheel, volta ad isolare, circondare ed infine conquistare Rabaul, sede della più grande base navale della Marina imperiale giapponese.

## Preludio
Il 1º novembre la 3rd Marine Division sbarcò su capo Torokina, nella baia dell'imperatrice Augusta. Il luogo fu scelto perché la baia era al limite estremo del raggio d'azione degli aerei Alleati, e perché le numericamente superiori forze giapponesi erano concentrate in zone più strategiche, a nord ed a sud dell'isola. I Marine furono supportati nelle operazioni dagli incrociatori leggeri Montepelier, Cleveland, Columbia e Denver e dai cacciatorpediniere Ausburne, Dyson, Stanly, Claxton, Spence, Thatcher, Converse e Foote, ai comandi del retroammiraglio Aaron S. Merrill.

## La battaglia
I giapponesi risposero all'offensiva lanciando attacchi aerei da Rabaul e inviando una flotta, ai comandi dell'ammiraglio Sentarō Ōmori, composta dagli incrociatori pesanti Myoko e Haguro, gli incrociatori leggeri Agano e Sendai e i cacciatorpediniere Shigure, Samidare, Shiratsuyu, Naganami, Hatsukaze e Wakatsuki. Gli statunitensi riuscirono ad evacuare in tempo la maggior parte dei loro mezzi da sbarco e da trasporto truppe. La flotta giapponese apparve sui loro radar alle 02:30 del 2 novembre. Dopo che gli incrociatori statunitensi aprirono il fuoco a distanza di sicurezza, Merrill ordinò ai cacciatorpediniere di attaccare coi siluri. Le navi giapponesi riuscirono a schivare l'attacco, ma dovettero rompere la formazione. Verso le 02:50, gli incrociatori statunitensi riuscirono a mettere fuori combattimento il Sendai. Il cacciatorpediniere Samidare lanciò un attacco coi siluri, ma nella manovra si scontrò con lo Shiratsuyu. Anche il Myoko si scontrò con lo Hatsukaze, danneggiandolo gravemente. Le carenze dei sistemi radar giapponesi resero difficile l'individuazione degli incrociatori statunitensi, ma a 03:13 le navi nipponiche ripresero contatto con la flotta avversaria e aprirono il fuoco.
La flotta di Merrill si allontanò sotto una cortina di fumo e Ōmori, credendo di essere riuscito ad affondare un incrociatore pesante, mentre in realtà si trattava di un cacciatorpediniere che riportò comunque gravi danni, considerò di aver fatto abbastanza e ordinò alle navi di ritirarsi a est. Il Sendai e lo Hatsukaze, rimaste danneggiate in precedenza, più tardi furono trovate ed affondate dalle navi statunitensi. Dopo che la flotta giapponese tornò a Rabaul, fu raggiunta da 4 incrociatori e da diversi cacciatorpediniere provenienti da Chuuk e fu pianificato un successivo attacco contro le forze statunitensi sbarcate su Bougainville. Il 5 novembre, tuttavia, le portaerei USS Saratoga e USS Princeton lanciarono un attacco contro il porto di Rabaul, danneggiando pesantemente quattro incrociatori pesanti, che dovettero ritirarsi a Truk. Questo annullò la minaccia di un attacco navale contro le forze statunitensi su Bougainville.

### Pubblicazioni
- (EN) Thomas C. Hone, The Similarity of Past and Present Standoff Threats, in Proceedings of the U.S. Naval Institute, vol. 107, n. 9, settembre 1981,  pp. 113-116.

### Libri
- (EN) David Brown, Warship Losses of World War Two, Naval Institute Press, 1990, ISBN 1-55750-914-X.
- (EN) Andrieu D'Albas, Death of a Navy: Japanese Naval Action in World War II, Devin-Adair Pub, 1965, ISBN 0-8159-5302-X.
- (EN) Paul S. Dull, A Battle History of the Imperial Japanese Navy, 1941-1945, Naval Institute Press, 1978, ISBN 0-87021-097-1.
- (EN) Cary Hardison Hall, The war cruises of the USS Columbia, 1942 to 1945: Personal recollections, with some augmentations by shipmates, War Memories Pub. Co, 1987.
- (EN) Tameichi Hara, Japanese Destroyer Captain, New York e Toronto, Ballantine Books, 1961, ISBN 0-345-27894-1.
- (EN) C. W. Kilpatrick, Naval Night Battles of the Solomons, Exposition Press, 1987, ISBN 0-682-40333-4.
- (EN) Eric Lacroix, Linton Wells, Japanese Cruisers of the Pacific War. Naval Institute Press, 1997, ISBN 0-87021-311-3.
- (EN) Ken Jones, Destroyer Squadron 23: Combat Exploits of Arleigh Burke's Gallant Force. Naval Institute Press, 1997, ISBN 1-55750-412-1.
- (EN) William L. McGee, "Bougainville Campaign". The Solomons Campaigns, 1942-1943: From Guadalcanal to Bougainville--Pacific War Turning Point, vol. 2, BMC Publications, 2002, ISBN 0-9701678-7-3.
- (EN) Samuel Eliot Morison, Breaking the Bismarcks Barrier, vol. 6, Castle Books, 1958, ISBN 0-7858-1307-1.
- (EN) E. B. Potter, Admiral Arleigh Burke, Naval Institute Press, 2005, ISBN 1-59114-692-5.
- (EN) Theodore Roscoe, United States Destroyer Operations in World War Two, Naval Institute Press, 1953, ISBN 0-87021-726-7.